# 德拉戈尼亞河
45°28′42″N 13°35′10″E / 45.47833°N 13.58611°E

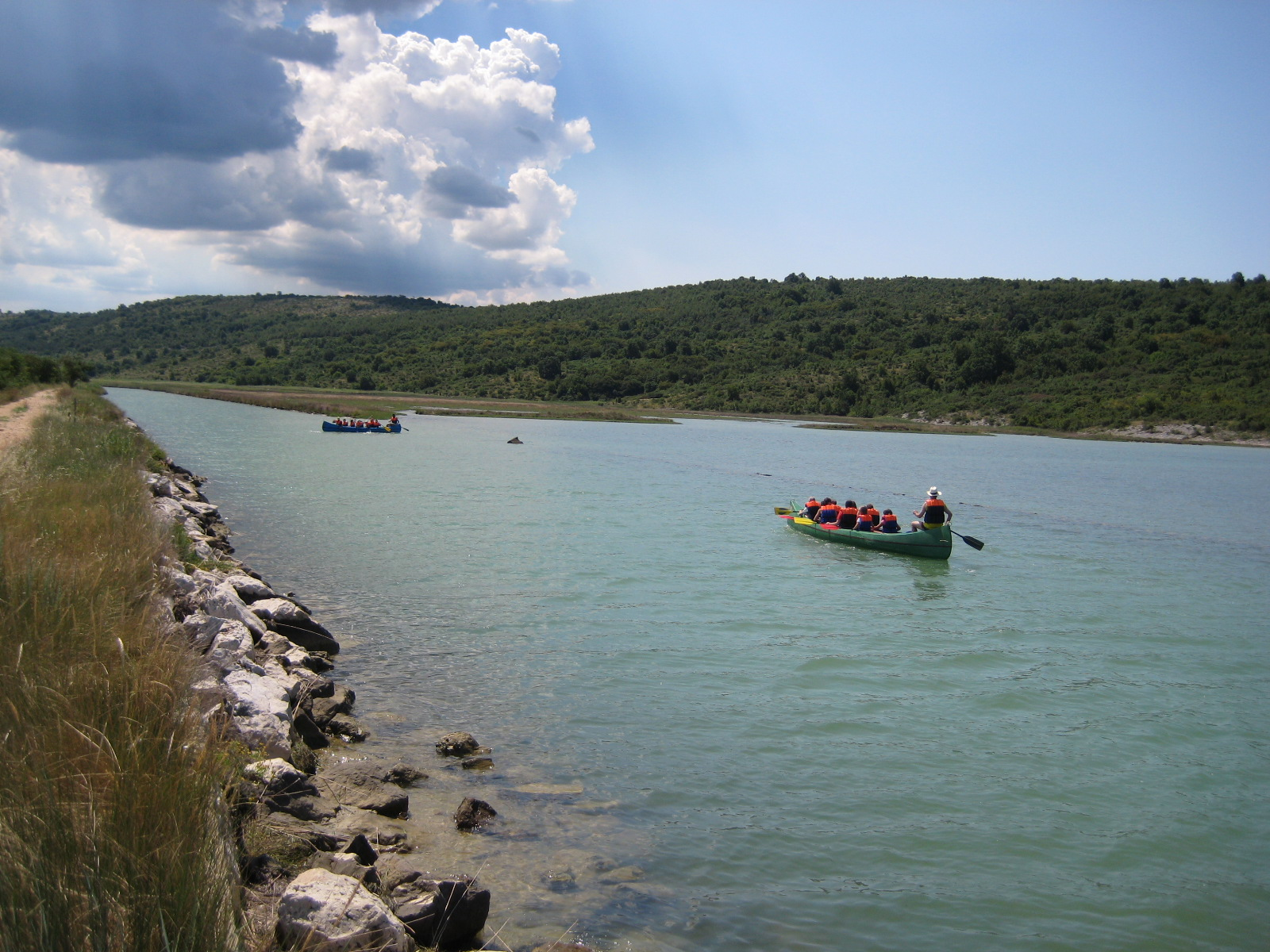

德拉戈尼亞河，是中歐的河流，位於斯洛文尼亞和克羅地亞，處於伊斯特拉半島北部，最終注入皮蘭灣，河道全長30公里，流域面積96平方公里。